# Сизихін Сергій Валерійович
Сергій Валерійович Сизи́хін (нар. 2 березня 1980, Жданов, Українська РСР) — український футболіст і футбольний тренер.

## Кар’єра гравця
Вихованець Донецького вищого училища олімпійського резерву імені Сергія Бубки, яке закінчив з відзнакою у 1999 році. Ігрову кар’єру починав у клубі Другої ліги чемпіонату України «Машинобудівник» (Дружківка).
У 2001 році перейшов до донецького «Металургу» та в складі його фарм-клубу «Металург-2» став у сезоні 2001/02 бронзовим призером Другої ліги. Одночасно навчається у Донецькому державному інституті здоров’я, фізичного виховання та спорту та в 2002 році отримав диплом про вищу освіту за спеціальністю «фізичне виховання».
Після короткочасного перебування у сумському «Спартаку» перейшов до ужгородського «Закарпаття», яке в сезоні 2003/04 стає переможцем Першої ліги та вийшло до Вищої ліги чемпіонату України.
У сезоні 2004/05 та першій половині сезону 2005/06 продовжив ігрову кар’єру в дніпродзержинській «Сталі». У 2006 році став гравцем клубу Прем’єр-ліги Вірменії «Бананц», у складі якого брав участь в іграх Кубку УЄФА.
У сезонах 2006/07 та 2007/08 виступав за харківський «Геліос». Сезон 2008/09 провів у клубі «Дніпро» (Черкаси), де і завершив ігрову кар’єру.

## Тренерська кар’єра
З 2012 по 2015 роки працював старшим тренером у другій команді футбольного клубу «Геліос» – «Геліос-Академії».
У квітні—липні 2015 року був виконуючим обов’язки головного тренера «Геліоса», з липня того ж року – головний тренер команди. У сезоні 2015/16 під керівництвом Сергія Сизихіна «Геліос» вийшов до 1/8 фіналу Кубку України. У сезоні 2016/17 команда Сергія Сизихіна посіла четверте місце у Першій лізі, що стало кращим досягненням «сонячних» за всю їх історію. 4 грудня 2017 року прес-служба «Геліоса» повідомила про припинення співпраці клубу із Сизихіним.
З серпня 2018 року працює головним тренером харківського аматорського клубу «Універ-Динамо». За цей час під керівництвом Сергія Сизихіна «біло-сині» двічі (в 2020 та 2021 роках) ставали чемпіонами Харківської області. Двічі (в 2018 та 2019 роках) ставали «срібними» призерами обласного чемпіонату. У 2021 році «Універ-Динамо» на чолі із Сергієм Сизихіним здобув Кубок Харківської області та двічі (в 2019 та 2020 роках) виходив у фінал кубкового змагання. Динамівці під керівництвом Сергія Сизихіна також двічі (в 2019 і 2020 роках) вигравали Зимовий чемпіонат Харківської області і також двічі (2020, 2021) ставали чемпіонами м. Харкова з футболу.

## Досягнення
- Переможець Першої ліги чемпіонату України: 2003/04
- Бронзовий призер Другої ліги чемпіонату України: 2001/02 (група В)
- Майстер спорту України з футболу: 2004